# Angélique Lalonde
Angélique Lalonde é uma contista canadiana da Colúmbia Britânica, cuja colecção de estreia, Glorious Frazzled Beings, foi indicada para o Prémio Giller de 2021.
Anteriormente, ela ganhou o Prémio de Jornada em 2019 pelo conto "Pooka".
Lalonde, que é descendente de Métis e Québécois, recebeu o título de doutora em antropologia pela Universidade de Vitória em 2013.